# محاصره کرک (۱۱۸۷–۱۱۸۸)
محاصره کرک (انگلیسی: Siege of Kerak)، تلاشی از جانب نیروهای ایوبی برای تصرف این کرک در قلمروی ماورای اردن بود که پس از یک سال و نیم محاصره قلعه، سرانجام نیروهای مدافع قلعه را به نیروهای ایوبیان تسلیم کردند.